# Cafestol
El cafestol es una molécula de diterpeno presente en el café. Un grano típico de Coffea arabica contiene aproximadamente un 0,6% en peso de cafestol. El cafestol está presente en mayor cantidad en las bebidas de café sin filtrar, como el café francés o el café turco / café griego. En las bebidas de café filtrado, como por goteo de café preparado, está presente sólo en cantidades insignificantes.[cita requerida]
Los estudios han demostrado que el consumo regular de café hervido aumenta el colesterol en un 8% en hombres y 10% en mujeres. Para aquellos que beben el café de filtro, el efecto fue significativo sólo para las mujeres.

## Actividad biológica potencial
El cafestol también ha mostrado  propiedades anticancerígenas en ratas. Puede actuar como un agonista ligando el receptor nuclear receptor X de farnesoide y receptor X de pregnano, bloqueando la homeostasis del colesterol. Posee además efectos neuroprotectores en la enfermedad de Parkinson en un modelo de la mosca de la fruta (Drosophila).
Se ha encontrado que el cafestol y el kahweol a partir de extractos de café son benéficos en el tratamiento del mesotelioma.